# Statistics New Zealand
La Statistics New Zealand (in maori Tatauranga Aotearoa; nota anche con l'acronimo anglofono di "Stats NZ") è l'organizzazione governativa della Nuova Zelanda responsabile delle statistiche ufficiali del paese oceanico, ai sensi dello Statistics Act del 1975. Fino al 1994 era noto come Department of Statistics.
La sede centrale dell'agenzia è situtata presso la Statistics House, nella capitale: Wellington. Dal 2020, fino al termine del suo mandato, il Ministro delle Statistiche è stato David Clark, successivamente è subentrato Andrew Bayly, nel novembre del 2023.
Statistics New Zealand sviluppa e diffonde tutte le statistiche ufficiali del governo neozelandese. Oltre a questo ruolo di leadership generale in ambito statistico, l'organizzazione realizza numerosi programmi. Tra questi rientra anche il censimento, che viene effettuato ogni cinque anni. Gran parte delle statistiche risultanti vengono pubblicate e consultabili gratuitamente sul sito ufficiale.
Inoltre, l'istituto di statistica implementa nel tempo nuove classificazioni e regole statistiche, generando progetti di ricerca e sviluppo sui metodi contabili.
L'agenzia sostiene anche i paesi in via di sviluppo della regione del Pacifico, in particolare gli arcipelaghi limitrofi della Polinesia, della Micronesia e della Melanesia.

## Statistico governativo
Il direttore di Statistics New Zealand detiene il titolo di statistico governativo. I titolari che hanno lavorato e si son avvicendati nel tempo sono:
- 1980–1984: John Darwin;
- 1984–1992: Steve Kuzmicich;
- 1992–1999: Len Cook;
- 1999–2007: Brian Rosa;
- 2007–2013: Geoff Bascand;
- 2013–2020: Liz McPherson;
- dal 2020: Mark Snowden;